# Chthonius ilvensis
Chthonius ilvensis är en spindeldjursart som beskrevs av Beier 1963. Chthonius ilvensis ingår i släktet Chthonius och familjen käkklokrypare. Inga underarter finns listade i Catalogue of Life.